# Консепсьйон (затока)

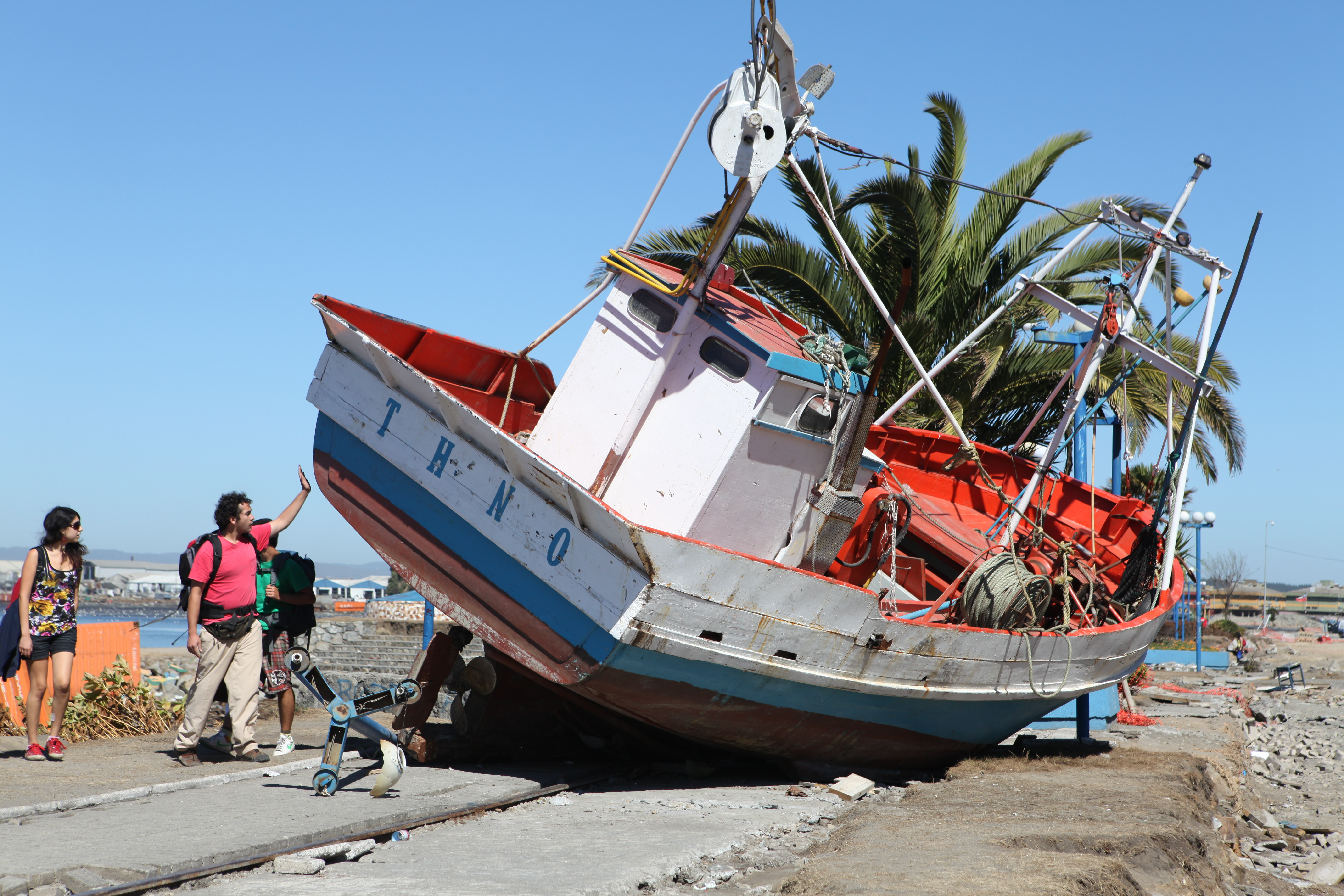
Човен, викинутий цунамі на берег затоки 27.02.2010 року

Консепсьйон (ісп. Bahía de Concepción) — затока, розташована в провінції Консепсьйон регіону Біобіо у центральній частині Чилі.
На південно-західному березі затоки розташоване місто і порт Талькауано, на південно-східному — Пенко, на північно-східному — Томе.
У північній частині затоки лежить острів Кірікіна, який розділив вхід в затоку на дві частини: Бока-Чіка і Бока-Гранде. Протока Бока-Чіка між півостровом Тумбес і островом Кірікіна має ширину 2 км (1,5 км в самій вузькій частині), глибина протоки становить близько 15 метрів, але обширні мілини уздовж її берегів звужують судноплавну частину до 400 метрів. Ширина протоки Бока-Гранде становить 5 км, глибина — 35 метрів, що дозволяє проходити через нього великим судам.
27 лютого 2010 в Тихому океані біля берегів Чилі північніше затоки стався потужний землетрус магнітудою 8,8 бала, що викликав цунамі заввишки більше двох метрів. Хвиля викидала на берег затоки човни й невеликі судна.